# Andy Iro
Andy Iro (Liverpool, 26 novembre 1984) è un ex calciatore inglese, di ruolo difensore.

## Carriera
Dopo aver cominciato la carriera al Kingsley United in Inghilterra si trasferì in California per frequentare la University of California di Santa Barbara, usufruendo di una borsa di studio legata al calcio, nel 2004; qui fu allenato da Tim Vom Steeg come difensore centrale. Fu quindi parte integrante della squadra che nel 2004 partecipò alla Division I Men's College Cup a Carson, dove perse ai rigori contro la Indiana University. La squadra si prese la rivincita nel 2006 quando diventò campione della Division I battendo i Bruins della University of California di Los Angeles nella Division I Men's College Cup del 2006 a St. Louis, Missouri, primo titolo in assoluto nel calcio per l'università. Durante la sua carriera universitaria ottenne diversi riconoscimenti personali, come nel 2004 Big West Defensive Player of the Year, Freshman All-American (Soccer America), First Team All-American (College Soccer News) e Big West Freshman of the Year e nel 2006 First Team All-American (College Soccer News), Division I Men's College Cup Most Outstanding Defensive Player e Big West Defensive Player of the Year. Nel 2008 diventò professionista, quando fu scelto dai Columbus Crew al MLS SuperDraft. Il suo debutto avvenne contro il Toronto FC, il 29 marzo 2008, alla prima giornata della stagione, con una sostituzione all'89'; al termine della stagione la squadra vinse sia la MLS Supporters Shield sia la MLS Cup 2008.
Il 16 luglio 2011 viene ceduto al Toronto.
Nel 2012 torna in Inghilterra e si unisce allo Stevenage, venendo però subito ceduto in prestito al Barnet.

## Palmarès
- NCAA Men's Division I Soccer Championship: 1

UC Santa Barbara: 2006
- Major League Soccer MLS Cup: 1

Columbus Crew: 2008
- Major League Soccer Supporter's Shield: 2

Columbus Crew: 2008, 2009